# Sombra

Animação representando a posição da sombra no decorrer do dia

Uma sombra é uma região escura formada pela obstrução de luz por parte de um determinado obstáculo. Uma sombra ocupa todo o espaço volumétrico que está atrás de um objeto em relação a uma fonte de luz. A sombra muda de posição conforme a origem da luz.
Sombra também pode ser o nome dado à projeção do objeto que aparece na intersecção desse volume com uma superfície. Portanto, existem dois tipos de sombra: a sombra própria e a sombra projetada. A sombra própria é aquela que é formada pelo próprio objeto, por efeito de incidência da luz no objeto. A sombra projetada é quando um objeto atingido por luz forma uma sombra que é projetada posteriormente numa superfície.
Exemplos de bloqueios da luz feitos por corpos:
- Corpo completamente opaco: não permite a passagem de luz.
- Corpo translúcido: permite, parcialmente, a passagem de luz, dependendo da opacidade.

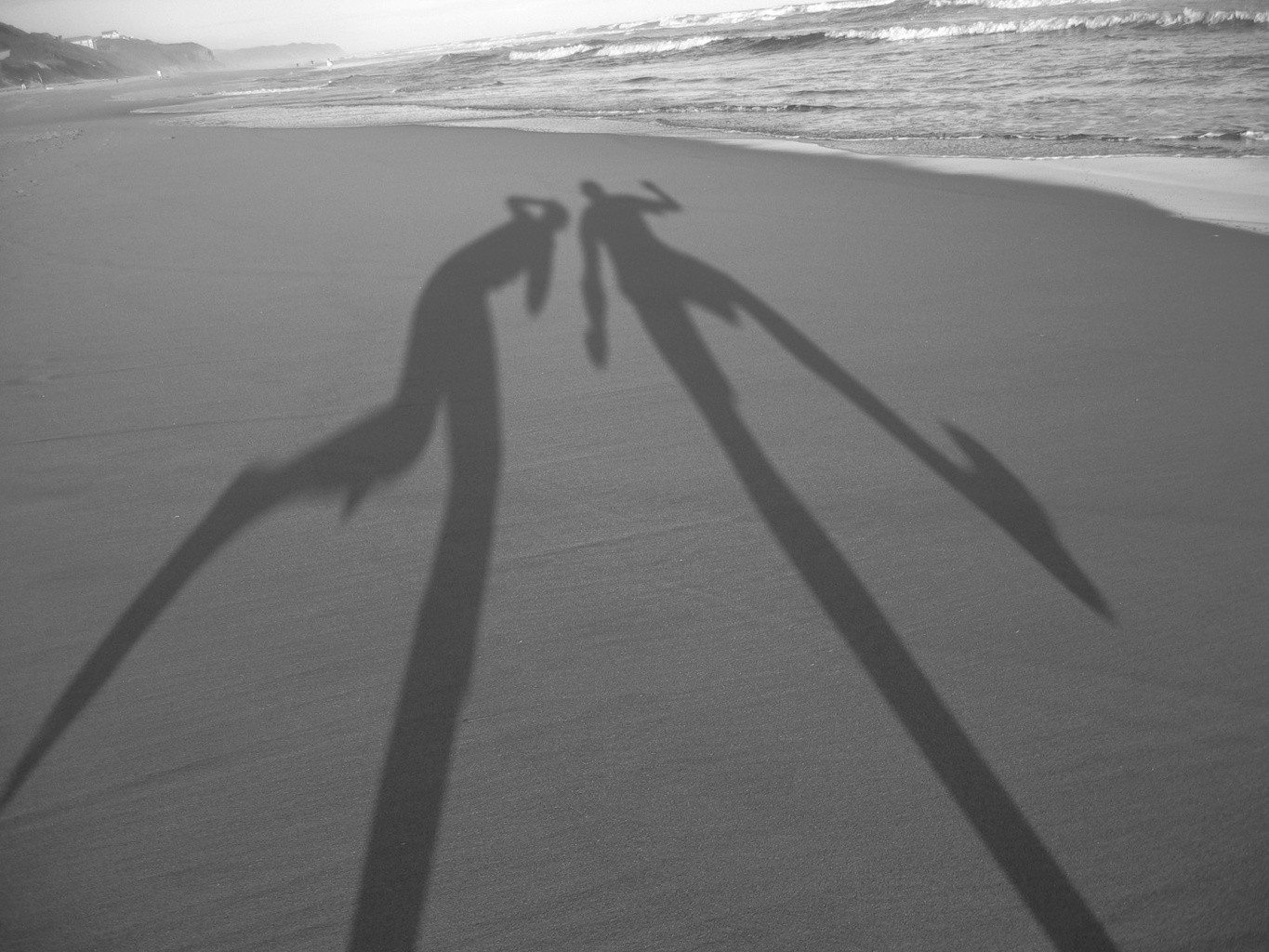
Sombras em uma praia

A sombra aparece sempre do lado oposto à fonte de luz e pode ser de diversos tamanhos, dependendo da distância em relação ao corpo bloqueador da luz e da distância da luz em relação ao corpo. Quanto maior a opacidade de um corpo, maior será o bloqueio de passagem da luz e mais nítida será a sombra.
A sombra não pode ser classificada como possuindo velocidade fixa, sendo que depende da luz, mas se propaga de forma igual. Com um objeto no caminho, imediatamente surgirá a sombra em seu lugar, assumindo-se reagir a sombra tão rápido como a luz. Precisamos de uma fonte de luz (o Sol ou uma lâmpada, por exemplo) e de algum objeto ou algum ser vivo (por exemplo, os humanos) para produzi-la. As sombras variam de tamanho ao longo do dia: no começo da manhã, as sombras são mais longas. Por volta do meio-dia, as sombras são mais curtas. No fim da tarde, as sombras voltam a ser longas.

## Astronomia
O eclipse como evento astronômico ocorre quando um corpo celeste entra na região de sombra do outro. Os mais observados são os gerados pela Lua e a Terra se alinhando com o Sol, obstruindo sua iluminação. Quando a sombra da Terra atinge a Lua, tornando-a menos visível, temos um eclipse lunar; quando a sombra da Lua atinge a Terra, cobrindo o Sol, temos um eclipse solar.